# ماسودا چیکانوبو
ماسودا چیکانوبو (به ژاپنی: 益田親施); ۱۴ اکتبر ۱۸۳۳ – ۹ دسامبر ۱۸۶۴) سامورایی از اهالی قلمروی چوشو در دوره باکوماتسو بود. عضو افراطی جناح طرفداران امپراتور بود. در تغییر سیاسی روز هیجدهم ماه هشت به همراه شش شخص دیگر که به عنوان نانا کئواوچی (هفت شخصیت رانده شده) مشهور هستند از کیوتو رانده شد. به همراه کیجیما ماتابی (مرگ ۲۰ اوت ۱۸۶۴) و کوساکا گنزوی (مرگ ۲۰ اوت ۱۸۶۴) یکی از رهبران شورش دروازه‌های ممنوعه (۲۰ اوت ۱۸۶۴) بود.